# Zdarzenie prawne
Zdarzenie prawne – zdarzenie pociągające za sobą powstanie, zmianę lub rozwiązanie stosunku prawnego. Jest ono niezależne od woli podmiotów stosunku prawnego. Zdarzeniem prawnym jest każde zdarzenie, które wywołuje skutki prawne.